# فيرجينيا الكسندر
فيرجينيا الكسندر (بالإنجليزية: Virginia M. Alexander)‏ (و. 1900 – 1949 م) هي طبيبة التوليد، وطبيبة التوليد والنساء، وطبيبة، من الولايات المتحدة الأمريكية، ولدت في فيلادلفيا، بنسيلفانيا، توفيت عن عمر يناهز 49 عاماً بسبب ذئبة حمامية مجموعية.

## النشأة
ولدت فرجينيا إم. ألكسندر في فيلادلفيا، بنسلفانيا في 4 فبراير 1899، والداها هيليارد ألكسندر وفرجينيا بيس. لديها أربعة أشقاء، من بينهم المحامي البارز ريمون بيس ألكسندر. توفت والدتها عندما كانت في الرابعة من عمرها، وفي سن الثالثة عشرة أغلقت أكاديمية ركوب الخيل الخاصة بوالدها. انسحبت ألكسندر من المدرسة لمساعدة عائلتها في تخفيف الضغط الاقتصادي الناتج، لكن والدها أصر على إنهاء تعليمها.

## التعليم
التحقت ألكسندر بالمدرسة الثانوية في مدرسة ويليام بين الثانوية للبنات، وهناك تخرجت بمرتبة الشرف قبل الحصول على منحة سمحت لها بالالتحاق بجامعة بنسلفانيا لإكمال تعليمها الجامعي. عملت ألكسندر كنادلة، وكاتبة، وخادمة لتغطية نفقات معيشتها خلال الكلية. كانت أيضًا عضوًا في نادي نسائي للسوداوات اسمه دلتا سيغما سيتا. واصلت تعليمها الطبي في كلية الطب النسائية في بنسلفانيا. بمساعدة الأعمال الخيرية الخاصة، أنهت ألكسندر كلية الطب في وضع جيد.
عندما بدأت ألكسندر البحث عن تدريب طبي، واجهت الرفض من العديد من مستشفيات فيلادلفيا على أساس العرق. المستشفى الذي تديره كلية الطب النسائية في بنسلفانيا لم يقبلها أيضًا، لكن المدرسة ساعدت ألكسندر وطالبة أخرى، ماي مكارول، في تأمين التدريب في مستشفى كانساس سيتي للملونين في ميسوري في عام 1925. بقيت ألكسندر في كانساس سيتي لإكمال اختصاصها في جراحة الأطفال في مستشفى ويتلي بروفيدنت.

## الحياة المهنية
في عام 1927 عادت ألكسندر إلى فيلادلفيا. تحمست للصحة العامة ولكنها تابعت الممارسة السريرية بدافع الضرورة المالية.

### دار أسبيرانتو الصحية
أسست ألكسندر دار أسبيرانتو الصحية في منزلها الذي جددته عام 1930. قدمت أسبيرانتو الخدمات الصحية «الاجتماعية» لأفراد الجالية الأمريكية الأفريقية في شمال فيلادلفيا. ساعد عملها في الممارسة الخاصة في تمويل الرعاية الطبية الخيرية. الخدمات التي قدمتها أسبيرانتو، غالبًا ما كانت مجانية، شملت الرعاية الطبية العامة، ورعاية التوليد، والرعاية الطبية الطارئة. كانت زميلة ألكسندر هيلين أوكتافيا ديكنز طبيبة نشطةً في الدار.

### المشاركة المجتمعية والنشاط
كانت ألكسندر نشطة في مجموعة متنوعة من المنظمات الاجتماعية، والمهنية، والأكاديمية المختلفة. مارست الطب في مستشفى فريدريك دوغلاس التذكاري، وكلية تدريب الممرضات، ومستشفى كلية الطب النسائية في بنسلفانيا، ومستشفى بنسلفانيا، وأجرت أعمالًا إداريةً في مستشفى النقاهة.
أصبحت ألكسندر رسميًا كويكر في عام 1931. استمرت في استخدام منصبها في دوائر الكويكرز البيضاء للنضال من أجل قضيتها في تحسين ممارسة الصحة العامة للمرضى الأمريكيين من أصل أفريقي.
في مجتمعها، نشطت ألكسندر في مجلس تسوية وارتون، والجمعية المسيحية للنساء الشابات، ورابطة المرأة الدولية للسلام والحرية، والجمعية الدينية للأصدقاء، حيث نشطت في لجنة العلاقات العرقية، ومؤسسة العلاقات العرقية، وحركة الأصدقاء الشباب. بدأت الدراسة الرسمية لتفاوت الصحة العامة للمرضى السود والبيض في فيلادلفيا في عام 1935 كجزء من مشاركتها في مؤسسة العلاقات العرقية.

### مهنة الصحة العامة
قٌبِلت ألكسندر في جامعة ييل في عام 1936 لدراسة الصحة العامة، ولكن اضطرت إلى المغادرة في عام 1937 بسبب مشاكل مع مرض الذئبة الحمامية الشاملة. بعد فترة وجيزة من مغادرة جامعة ييل، قبلت منصبًا في جامعة هوارد بصفتها طبيبة مساعدة جامعية للطالبات. في عام 1939 أشرفت على مشروع للصحة العامة في هوارد، والذي أدى في النهاية إلى حصولها على درجة الماجستير في الصحة العامة من جامعة ييل.
عملت ألكسندر مع خدمة الصحة العامة الأمريكية منذ عام 1943 وحتى عام 1945 في عيادة سلوسفيلد الواقعة في برمنغهام، ألاباما. بعد ذلك، عادت إلى فيلادلفيا حيث استأنفت ممارستها الطبية بالإضافة إلى العمل مع الكويكرز المحليين في العلاقات العرقية.
توفيت ألكسندر في 24 يوليو 1949 بعد سنوات من الصراع مع مرض الذئبة.

## مناصب وهيئات
أدارت جامعة هوارد، ووزارة الصحة والخدمات البشرية في الولايات المتحدة، ومستشفى بنسلفانيا.